# 伊布拉尼区
伊布拉尼区（匈牙利語：Ibrányi járás），是匈牙利索博尔奇-索特马尔-贝拉格州的一个区，总面积304.91平方公里，总人口23,679人（2011年），人口密度78人/平方公里。中心城市为伊布拉尼。

## 市镇
伊布拉尼区包含两个城镇、一个大村和5个村庄。